# Victor Ark
Victor Barranqueras Yeste (Campdevánol, 15 de octubre de 1985), maestro de Educación Primaria conocido también artísticamente como Victor Ark, es un productor, compositor, cantante y DJ español. Fue disc jockey de música italo dance a principio de la década de los 2000 y que decidió centrarse en la producción de música EDM en 2007 con esencia de los años 1980.
Victor mostró un fuerte interés por la música desde temprana edad, sobre todo por la música electrónica y el rock progresivo clásico, estuvo años haciendo un intensivo estudio acerca de los sintetizadores y aprendió a tocar la guitarra eléctrica y el piano. Su primer sencillo "Coming Back” (2007) se convirtió un gran éxito a nivel europeo logrando varios #1 en diferentes radios de Holanda, también se mantuvo en los dance charts de Polonia y España durante el verano. En España fue especialmente conocido por su segundo sencillo “Messenger” (2007), que alcanzó el #1 en “Flaix FM” y fue la sintonía del programa de deportes de “RNE”.  
La discográfica española “Blanco y Negro Music” fichó por él y lanzó sus producciones de éxito en radio en prestigiosos recopilatorios de música dance como “Pioneer The Album”, “Ibiza Mix”, “The Annual” o “Bolero Mix” entre otros. 
También fue invitado a presentar sus producciones en grandes discotecas catalanas como "Millennium", "Big Ben", "Pacha", "Hot Fata", “Up & Down”, “Kratter’s”  etc. 
En la actualidad cuenta con 3 álbumes de estudio y con más de 100 producciones y remixes para su propia marca y para otros artistas. Ha trabajado con leyendas de la música “Hi-NRG” como “Trans-X” y “Paul Parker”. Su canción “Bacia Me” (2012) le dio a conocer al público latinoamericano donde goza de gran popularidad, en 2021 fue galardonado en Perú por su aportación a la música “Italo Disco”, ese mismo año lanzó en Estados Unidos sus sencillos más recientes como “Blind Love” o “Nightdream” , 

## Discografía

### Sencillos
- 2007: Coming Back - #1 Holanda, #12 Polonia, #14 España
- 2007: Messenger - #7 España, #9 Polonia
- 2008: Summertime
- 2008: Let Me Go
- 2009: Facebook
- 2010: More Physical - #12 España
- 2010: Unforgettable - #18 Noruega
- 2011: Crazy
- 2011: I’ll Be Gone In A Flash
- 2011: Daisy Daisy
- 2012: Bacia Me - #33 México, #12 España
- 2013: Louder Than Love
- 2014: Fell In Love With The DJ
- 2015: Right Here
- 2015: Mistakes
- 2017: Dark Affair
- 2017: Love Is Life
- 2017: Loving Me
- 2018: Somebody
- 2018: Just An Illusion
- 2020: Give Me Your Number
- 2021: Blind Love
- 2022: Satellite
- 2023: Send Me An Angel
- 2023: Nightdream
- 2024: Mi Fai Tremare
- 2024: Living On A.I.

### Álbumes
- 2010: Unforgettable
- 2018: Worlds Forgiven
- 2020: Future City